# Libische Zee
De Libische Zee  (Latijn: Libycum Mare, Arabisch: البحر الليبي, Nieuwgrieks:  Λιβυκό Πέλαγος, Livykó Pélagos, Oudgrieks: Λιβυκόν πέλαγος) is een randzee die deel uitmaakt van de Middellandse Zee. Het water ligt ten zuiden van de Griekse eilanden Kythira, Kreta en Karpathos en ten noorden van de Libische en Egyptische noordkust. De Golf van Sidra in het zuiden en de Golf van Gabès in het westen zijn onderdeel van de zee.
In tegenstelling tot de noordelijk gelegen Egeïsche Zee, zijn er in de Libische Zee maar weinig eilanden te vinden. Het grootste eiland is het Griekse Gavdos, ruim 30 kilometer ten zuiden van Kreta. Het water is kouder dan gebruikelijk in het oostelijk gedeelte van de Middellandse Zee. Dit wordt veroorzaakt door diepe stromingen die zich hier voordoen.
Ten noordoosten van de zee ligt de Straat van Sicilië, naar het noorden de Ionische Zee, naar het noordoosten de Egeïsche Zee en ten oosten de Levantijnse Zee.

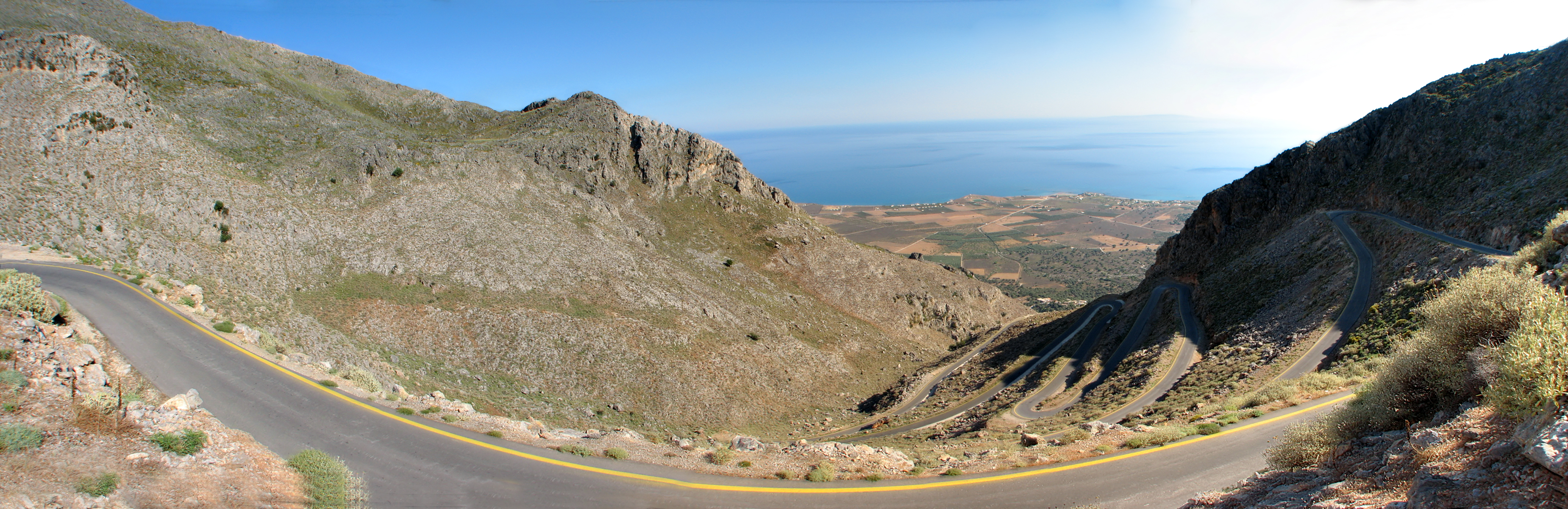
Zicht op de Libische Zee vanaf de Frangokastellovlakte (Kreta).